# Parc rural de Sai Kung Est

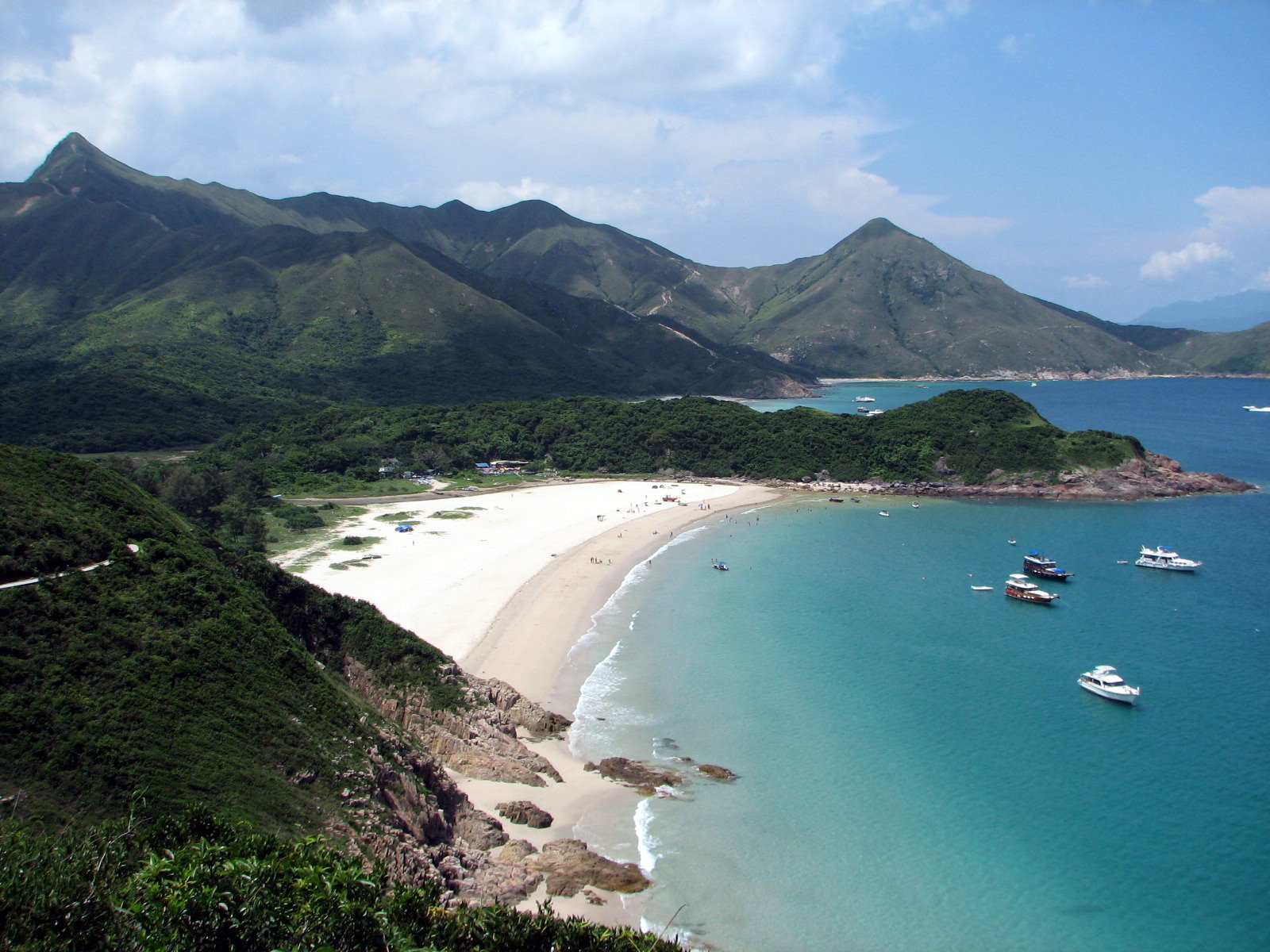
Vue sur la plage de Ham Tin Wan avec le Pic Sharp en arrière-plan en haut à gauche.

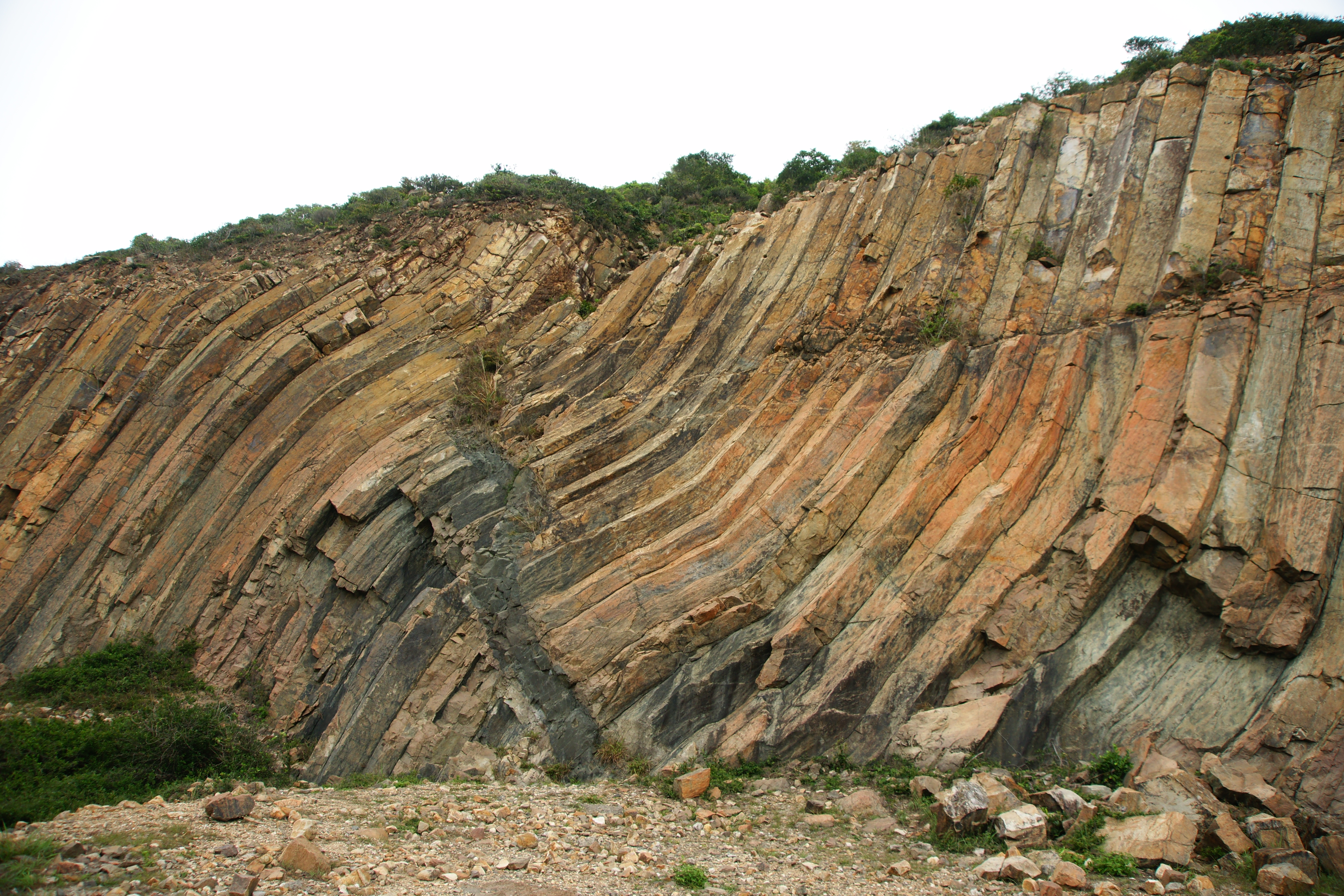
Tufs à colonne hexagonaux déformés à proximité du Barrage Est du réservoir High Island.

Le Parc rural de Sai Kung Est (chinois : 西貢東郊野公園) est un parc rural situé sur la péninsule de Sai Kung à Hong Kong. Inauguré en 1978, il accueille notamment les espaces suivants :
- Réservoir High Island
- High Island
- Pak Tam Au
- Sheung Yiu
- Wong Shek Pier
- Plages de Tai Long Wan : Sai Wan, Ham Tin Wan, Tai Wan et Tung Wan.
- Pic Sharp
- Po Pin Chau
- Île Conic (飯甑洲, Fan Tsang Chau)
- Long Ke Wan
- Luk Wu
- Long Harbour
- Chek Keng